# 交感性眼炎
交感性眼炎是一种因一眼受伤而导致的双眼肉芽性葡萄膜炎，症状常于眼部受锐器损伤后几日到几年内出现并可导致病人完全失明。

## 历史
在古希腊时已有对交感性眼炎的描述。威廉·麦肯齐描述并命名了该疾病，对此病的现代认知由此建立。当时使用口服汞和对角膜使用水蛭治疗交感性眼炎。
有研究认为路易斯·布莱叶的右眼由于幼年左眼受伤导致的交感性眼炎而失明。

## 临床特征
最早视野会中出现浮斑并丧失眼部聚焦。此后会出现虹膜睫状体炎并畏光。通常眼睛会在炎症扩散至整个葡萄膜时持续疼痛，视网膜动脉可能会在发炎细胞周围出现血管周围围管。交感性眼炎可能同时出现视神经盘水肿、继发性青光眼、白癜风和睫毛白化。
80%的病例中葡萄膜炎将会在受伤后的2到12周内发生，90％的病例在一年内发病。但是也有受伤后66年发病的报告。

## 流行病学
大概0.2%到0.5%的非手术眼部创伤和低于0.01%的手术眼部创伤会发生交感性眼炎。交感性眼炎的发生率没有性别或种族差别。

## 病理生理学
现认为交感性眼炎是一种因眼部抗原引起的自体免疫疾病，由视网膜感光层外节上包含的黑色素引起的超敏反應引发。免疫系统通常不接触眼部抗原，但在眼部损伤后免疫系统将这些抗原识别为异物并进行免疫应答因而令另一只眼受损。此过程可在受傷后若干天到若干年内完成。

## 诊断
临床上通过调查眼部受伤历史来诊断此病。常见误诊为小柳-原田综合征，小柳-原田综合征除眼部受伤外具有和交感性眼炎相同的病例特征。
人或牛的葡萄膜纤维的水溶性提取物皮试可引发此类病人的超敏反应。由于在交感性眼炎和小柳-原田综合征病人体内可发现葡萄膜抗原抗体，此方法无法区分交感性眼炎和小柳-原田综合征病。

## 预防与治疗
彻底预防交感性眼炎需要在受伤后7到10天内对受伤眼进行。眼内容剜出术仅移除眼内容物并保留巩膜和眼外肌肉，此方法更易操作、美观并可提供长期稳定视力。但是眼内容剜出术较眼球摘除术更易引起交感性眼炎。
由于交感性眼炎即使在保留受伤眼的情况下发病率极低，眼球摘除及眼内容剜出特别是在受伤眼仍保留有一些功能时并非首选治疗方法。而且随着技术进步，许多原先诊断为失明的眼睛可得到较好预后。
常用免疫抑制疗法治疗交感性眼炎。如在受伤后立即实用此疗法，可控制发炎并改善预后。轻症病例可使用类固醇皮质激素 和扩瞳药处置。更严重的病例可能需要若干月到若干年的全身大剂量类固醇治疗。对类固醇产生抗药或因长期类固醇治疗产生副作用如骨质疏松的病人应考虑使用苯丁酸氮芥、环磷酰胺或环孢霉素治疗。

## 脚注
1. ↑  Damico, Francisco Max; Kiss, Szilárd; Young, Lucy H. . Seminars in Ophthalmology. 2005-01, 20 (3)  [2022-11-08]. ISSN 0882-0538. PMID 16282154. doi:10.1080/08820530500232100. （原始内容存档于2022-11-08） （英语）.
2. ↑  Gruhn, Nicolai; Boesgaard, Søren; Andersen, Claus; Aldershvile, Jan. . Journal of Cardiovascular Pharmacology. 2002-08, 40 (2). ISSN 0160-2446. PMID 12131549. doi:10.1097/00005344-200208000-00005 （英语）.
3. ↑  Parslow, Tristram G.  10th ed. New York: Lange Medical Books/McGraw-Hill Medical Pub. Division. 2001. ISBN 0-07-112067-X. OCLC 46764978.
4. ↑  Albert, D. M.; Diaz-Rohena, R. . Survey of Ophthalmology. 1989-07, 34 (1)  [2022-11-08]. ISSN 0039-6257. PMID 2678549. doi:10.1016/0039-6257(89)90125-2. （原始内容存档于2022-11-08）.
5. ↑  MacKenzie, W. A. . London: Longman, Brown, Green and Longmans. 1954: 611–621.
6. ↑  Kaden, R. . Klinische Monatsblatter Fur Augenheilkunde. 1977-01, 170 (1)  [2022-11-08]. ISSN 0023-2165. PMID 321864. （原始内容存档于2022-11-08）.
7. ↑  Zaharia, M. A.; Lamarche, J.; Laurin, M. . Canadian Journal of Ophthalmology. Journal Canadien D'ophtalmologie. 1984-08, 19 (5)  [2022-11-08]. ISSN 0008-4182. PMID 6478310. （原始内容存档于2022-11-08）.
8. ↑  许怀瑾，李冬梅等. . 北京: 人民卫生出版社. 1999: 733–736. ISBN 978-7-117-07828-3.
9. ↑  Migliori, Michael E. . Current Opinion in Ophthalmology. 2002-10, 13 (5). ISSN 1040-8738. PMID 12218460. doi:10.1097/00055735-200210000-00002.
10. ↑  Gürdal, Canan; Erdener, Uğur; Irkeç, Murat; Orhan, Mehmet. . Ocular Immunology and Inflammation. 2002-09, 10 (3). ISSN 0927-3948. PMID 12789598. doi:10.1076/ocii.10.3.223.15600.